# Sociedade Astronômica da África do Sul
A Sociedade Astronômica da África do Sul (ASSA: na sua sigla em inglês), é um órgão que foi formado em 1922, e que é organizado por astrônomos profissionais e amadores. O Conselho de ASSA atende pelo Skype. Há oito centros autônomos em toda a África do Sul.

## História
A Associação Astronômica do Cabo foi fundada em 1912, pouco depois da aparição do cometa Halley em 1910. Sydney Samuel Hough, astrônomo do Cabo, foi escolhido presidente. Em 1918, a Associação Astronômica de Joanesburgo foi criado, com RTA Innes, União de Astrônomo, como Presidente. Em 1922, decidiu-se fundir as duas Associações para formar a Sociedade Astronômica da África do Sul após um convite da Associação do Cabo.

## Sócios e Publicações
A associação é aberta a todas as pessoas interessadas. A Sociedade publica a revista on-line peer-reviewed MNASSA (Notas mensais da Sociedade Astronômica da África do Sul). Além da MNASSA, o manual anual Sky Guide Africa South é distribuído aos membros e está disponível para o público.